# Будник, Николай Петрович
Никола́й Петро́вич Бу́дник (укр. Микола Петрович Будник; 3 февраля 1953, с. Сколобов, Володарско-Волынский район, Житомирская область — 16 января 2001, Ирпень, Киевская область) — советский и украинский кобзарь, панмайстер (панотец) — глава Киевского кобзарского цеха, бандурист, мастер народных музыкальных инструментов, художник, поэт.

## Основная деятельность
Реконструировал 17 типов традиционных народных инструментов. Среди них вересаевская кобза (по описанию Н. В. Лысенко), кобза по Ригельману, «недбайловская» бандура, некоторые типы гусель и колесных лир, торбан(«панская кобза»)и другие.
Вместе с М. Й. Хаем возродил Киевский кобзарский цех (традиционное профессиональное объединение кобзарей), где возобновил традиционные формы исполнительства в современных условиях: выступления традиционных певцов на улицах и площадях, возле церквей монастырей, в других людных местах.
Автор учебника по изготовлению старосветской бандуры, учитель многих ныне известных кобзарей.

## Учителя и ученики
1980 — начал учиться играть на бандуре у Георгия Ткаченко, от которого перенял кобзарскую школу вместе с известными ныне кобзарями — Михаилом Хаем, Владимиром Кушпетом, Миколой Товкайлом. Начал изготавливать бандуры старинного (старосветского) типа.
Учениками М. Будника являются, Олесь Санин, Тарас Компаниченко, Тарас Силенко, Эдуард Драч.
Мастера народных инструментов, ученики М. Будника — это, в частности, Александр Кот, Руслан Козленко, Павел Зубченко, Иван Кушнир.